# Aleh Ljawonzjeu
Aleh Jurewitsch Ljawonzjeu (belarussisch Алег Юр’евіч Лявонцьеў, russisch Олег Юрьевич Леонтьев/Oleg Jurjewitsch Leontjew; * 15. November 1970 in Saratow, Russische SFSR) ist ein ehemaliger belarussisch-russischer Eishockeyspieler. Zuletzt war er zwischen 2015 und Oktober 2016 Assistenztrainer bei Awtomobilist Jekaterinburg.

## Karriere
Aleh Ljawonzjeu begann seine Karriere als Eishockeyspieler beim HK Dinamo Minsk (später Tiwali Minsk), für dessen Profimannschaft er von 1989 bis 1994 in der höchsten sowjetischen Spielklasse bzw. später russischen Superliga aktiv war. Anschließend wechselte der Verteidiger für drei Jahre zu dessen Ligarivalen Kristall Saratow aus seiner Heimatstadt, wobei er die Saison 1995/96 beim HK Metallurg Magnitogorsk beendete. Zu diesem wechselte der belarussische Nationalspieler im Sommer 1997 komplett. In vier Spielzeiten gewann er mit Metallurg zwei Mal die Russische Meisterschaft (1999 und 2001), sowie auf europäischer Ebene 1999 und 2000 die European Hockey League. Zudem wurde er mit Magnitogorsk in der Saison 1997/98 Pokalsieger und Vizemeister. 
Für die Saison 2001/02 unterschrieb Ljawonzjeu bei Metallurg Nowokusnezk. Anschließend verbrachte er je eineinhalb Jahre beim SKA Sankt Petersburg und seinem Ex-Club Kristall Saratow, der in der Zwischenzeit in die zweitklassige Wysschaja Liga abgestiegen war. Gegen Ende der Saison 2004/05 wechselte der Linksschütze erstmals zu einem Verein aus der belarussischen Extraliga. In dieser spielte er eine Spielzeit lang für den HK Chimwolokno Mahiljou, ehe er im Laufe der Saison 2005/06 vom Spitzenclub HK Junost Minsk verpflichtet wurde. Mit den Hauptstädtern gewann er 2006 und 2009 jeweils die Meisterschaft, sowie in der Saison 2006/07 den IIHF Continental Cup. Im Laufe der Saison 2009/10 wechselte er innerhalb der belarussischen Extraliga zu Metallurg Schlobin, bei dem er am Saisonende seine Karriere beendete.

### International
Für Belarus nahm Ljawonzjeu an der C-Weltmeisterschaft 1994 sowie den A-Weltmeisterschaften 1999, 2007 und 2008 teil.

### Als Trainer
Im Jahr 2010 trat Ljawonzjeu seine erste Trainerstation bei Kristall Saratow aus der Wysschaja Hockey-Liga an. Ab 2013 betreute er dann Ischstal Ischewsk als Assistenztrainer von Andrei Rasin, ehe er zur Saison 2015/16 zusammen mit Andrei Rasin von Awtomobilist Jekaterinburg verpflichtet wurde. Im Oktober 2016 wurde der gesamte Trainerstab von Awtomobilist ausgetauscht und wechselte zum HK Jugra Chanty-Mansijsk.
Mitte der Saison 2017/18 wurde Ljawonzjeu zunächst als Assistenztrainer von Admiral Wladiwostok verpflichtet und im Januar 2018 zum Cheftrainer befördert. Ab November 2018 war er Cheftrainer beim HK Gornjak Utschaly.

## Erfolge und Auszeichnungen
| - 1998 Russischer Vizemeister mit dem HK Metallurg Magnitogorsk - 1998 Russischer Pokalsieger mit dem HK Metallurg Magnitogorsk - 1999 Russischer Meister mit dem HK Metallurg Magnitogorsk - 1999 European-Hockey-League-Gewinn mit dem HK Metallurg Magnitogorsk - 2000 European-Hockey-League-Gewinn mit dem HK Metallurg Magnitogorsk | - 2001 Russischer Meister mit dem HK Metallurg Magnitogorsk - 2006 Belarussischer Meister mit dem HK Junost Minsk - 2007 IIHF-Continental-Cup-Gewinn mit dem HK Junost Minsk - 2007 Extraliga Second All-Star-Team - 2009 Belarussischer Meister mit dem HK Junost Minsk |